# Isola Saint-Pierre
L'isola Saint-Pierre è un'isola francese situata a est del Canada, a sud di Terranova, nell'oceano Atlantico settentrionale. Fa parte del comune francese di Saint-Pierre della collettività d'oltremare di Saint-Pierre e Miquelon.

## Toponimo
Jacques Cartier la chiama Isle Sainct Pierre nel corso del suo passaggio a giugno 1536; san Pietro è il santo protettore dei pescatori (insieme con sant'Andrea, sant'Antonio di Padova, san Nicola di Bari e san Zeno).

## Geografia
L'isola Saint-Pierre, contrariamente alla vicina Miquelon (dalla quale è separata a nord-ovest da la Baie, un canale largo circa 5,5 km), beneficia d'un porto naturale relativamente protetto. È questa configurazione ad aver fatto di Saint-Pierre uno dei primi porti di  pesca di Terranova.
La città di Saint-Pierre è adagiata in una pianura costiera, intorno a una rada nella parte orientale dell'isola, ai piedi di una catena di colline.
L'isola è d'origine vulcanica, ma le formazioni rocciose che la costituiscono sono molto antiche.

## Storia
La prima menzione dell'isola proviene da Jacques Cartier, che vi fece scalo nel 1536.

## Amministrazione
L'isola Saint-Pierre è interamente ricompresa nel comune di Saint-Pierre, che forma, insieme con il comune di Miquelon-Langlade, la collettività d'oltremare di Saint-Pierre e Miquelon.